# Sojuz MS-25
Sojuz MS-25 – zakończony rosyjski załogowy lot kosmiczny statku Sojuz, który wystartował z kosmodromu Bajkonur na Międzynarodową Stację Kosmiczną 23 marca 2024 roku.

## Załoga
Jest to pierwszy start dwóch kobiet, Tracy Caldwell Dyson z NASA i Mariny Wasilewskiej z Białorusi, na pokładzie statku kosmicznego Sojuz. Dowódcą misji jest rosyjski kosmonauta Oleg Nowicki, urodzony w Czerwieniu.
| Pozycja            | Członek załogi startowej                                             | Członek załogi lądowania                                               |
| ------------------ | -------------------------------------------------------------------- | ---------------------------------------------------------------------- |
| Dowódca            | Oleg Nowicki, Roskosmos - Odwiedzający - Czwarty lot kosmiczny       | Oleg Nowicki, Roskosmos - Ekspedycja 69/70/71 - Czwarty lot kosmiczny  |
| Inżynier pokładowy | Marina Wasilewskaja, BSA - Odwiedzająca - Pierwszy lot kosmiczny     | Mikołaj Chub, Roskosmos - Ekspedycja 69/70/71 - Pierwszy lot kosmiczny |
| Inżynier lotu      | Tracy Caldwell-Dyson, NASA - Ekspedycja 70/71 - Trzeci lot kosmiczny | Tracy Caldwell-Dyson, NASA - Ekspedycja 70/71 - Trzeci lot kosmiczny   |

| Pozycja                    | Astronauta             |
| -------------------------- | ---------------------- |
| Dowódca                    | Ivan Vagner, Roskosmos |
| Uczestnik lotu kosmicznego | Anastasia Lenkova, BSA |
| Inżynier lotu              | Donald Pettit, NASA    |

## Misja
Pierwotnie misja miała wystartować 21 marca 2024 roku, ale z powodu spadku napięcia w jednym z generatorów prądu, start został przerwany. Druga próba startu, która odbyła się w dniu 23 marca 2024 roku i zakończyła się sukcesem.
Dyson spędzi na pokładzie Międzynarodowej Stacji Kosmicznej około sześciu miesięcy. Kosmonauta Roskosmos Oleg Nowicki oraz białoruska uczestniczka lotu Marina Wasilewskaja spędzą około 12 dni na pokładzie Międzynarodowej Stacji Kosmicznej w ramach 21. ekspedycji odwiedzającej ISS.

## Powrót na Ziemię
Po zakończeniu wyprawy Tracy Caldwell-Dyson powróci na Ziemię 24 września 2024 r. wraz z kosmonautami Roskosmos Olegiem Kononenko i Mikołajem Chubem na statku kosmicznym Sojuz MS-25. Kononenko i Chub przebywają na pokładzie Międzynarodowej Stacji Kosmicznej od września 2023 roku. Przybyli tam wraz z astronautką NASA Loral O’Harą na statku kosmicznym Sojuz MS-24. Kononenko i Chub pozostaną na pokładzie Międzynarodowej Stacji Kosmicznej przez około rok. Jeśli misja potrwa 300-365 dni, Kononenko spędzi w kosmosie łącznie 1101 dni, przekraczając obecny rekord 878 dni należący do Giennadija Padałki. Tym samym stanie się pierwszą osobą, która spędziła w kosmosie 1000 dni. O’Hara, która spędzi sześć miesięcy na pokładzie Międzynarodowej Stacji Kosmicznej, powróci wraz z Olegiem Nowickim i Marina Wasilewską na pokładzie statku Sojuz MS-24.